# RAF Kirton in Lindsey
La RAF Kirton in Lindsey (Royal Air Force Station Kirton in Lindsey) était une base de la Royal Air Force (RAF) située à Lincoln, dans le Lincolnshire.